# Унион (футбольный клуб, Санкт-Петербург)
Футбольная команда «Унион» Санкт-Петербург основана в 1897 году. В первенстве города выступала с 1913 года (в низших лигах).
В 1915—1919 выступал под названием — «Спортивный кружок Любители»
В 1924—1925 — команда «Выборгский район Б».
После чего команда прекратила существование.

## Используемая литература
- Лукосяк Ю. П. Футбол. Первые шаги 1860—1923. — СПб.: Союз художников, 1998. — С. 240. — ISBN 5-8128-0001-4.
- Киселёв Н. Я. 70 футбольных лет. Футбол в Петербурге, Петрограде, Ленинграде. — Л.: Лениздат, 1970. — С. 279.